# Audi Q3 II
Pour les articles homonymes, voir Q3.
 (avril 2022).
L'Audi Q3 est un SUV produit par le constructeur automobile allemand Audi. Il est la seconde génération de Q3 et remplace le modèle produit de 2011 à 2018. Il rejoint les Q2, Q5 et Q7 dans la gamme SUV d'Audi.

## Présentation

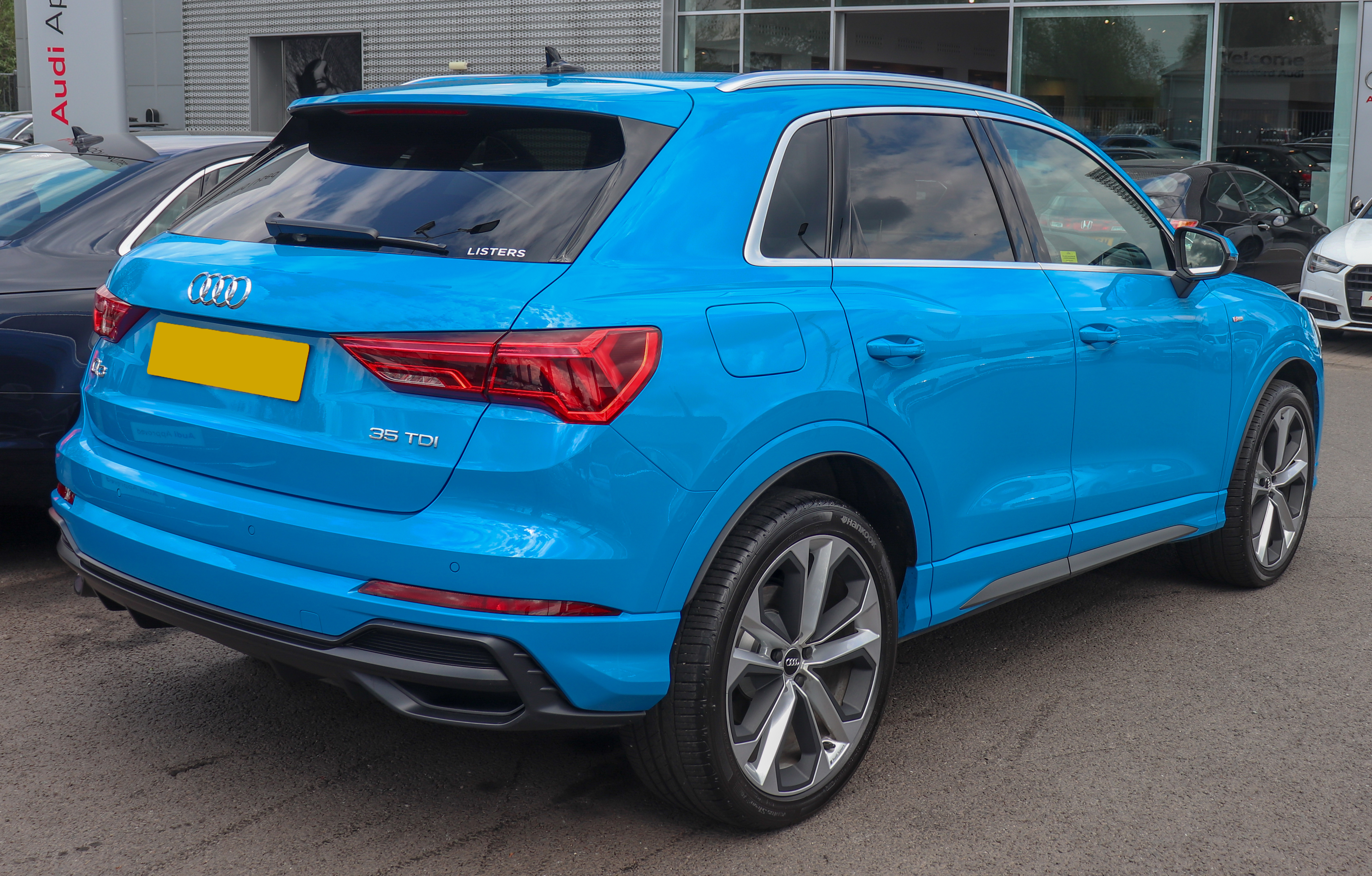
Vue arrière.

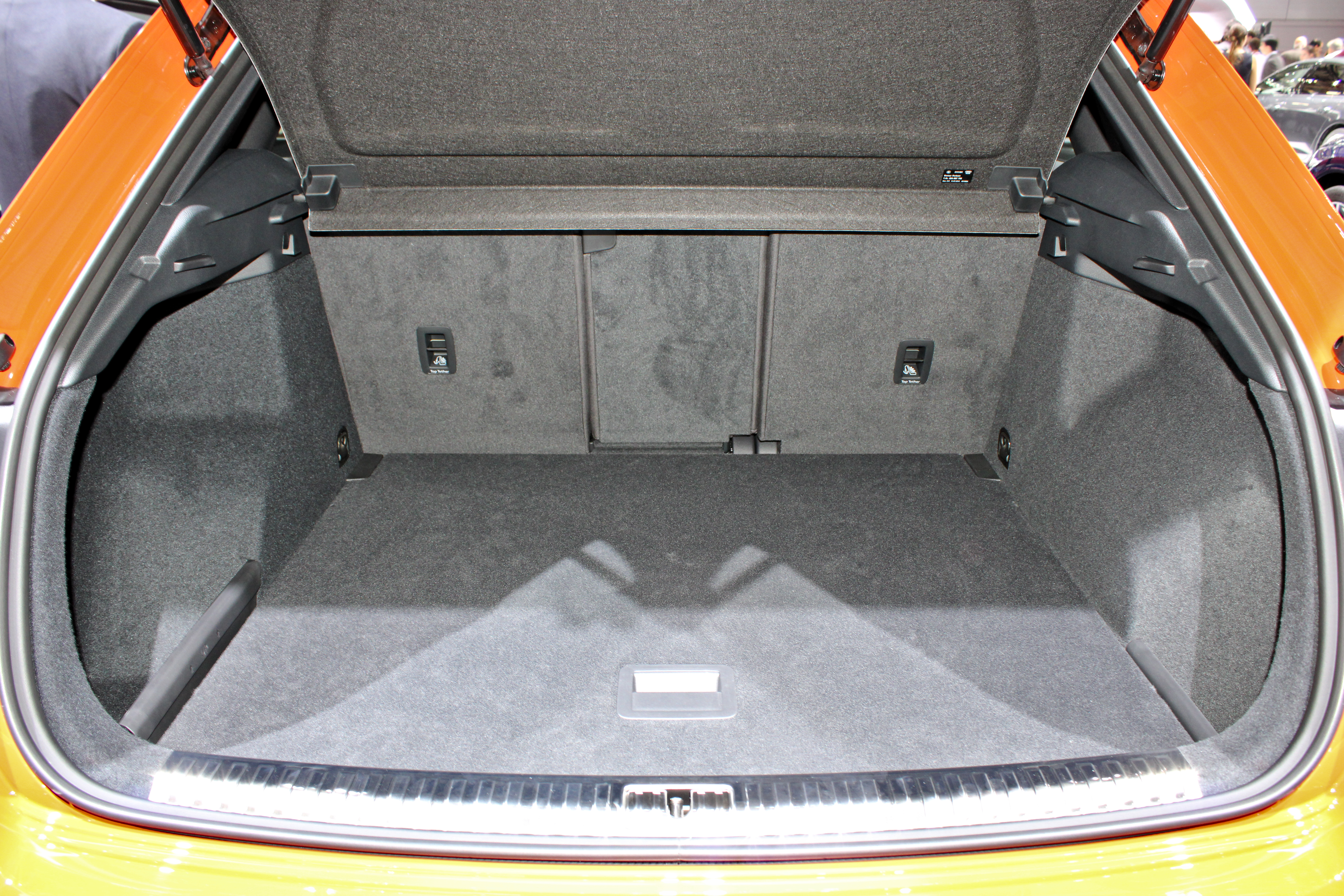
Coffre.

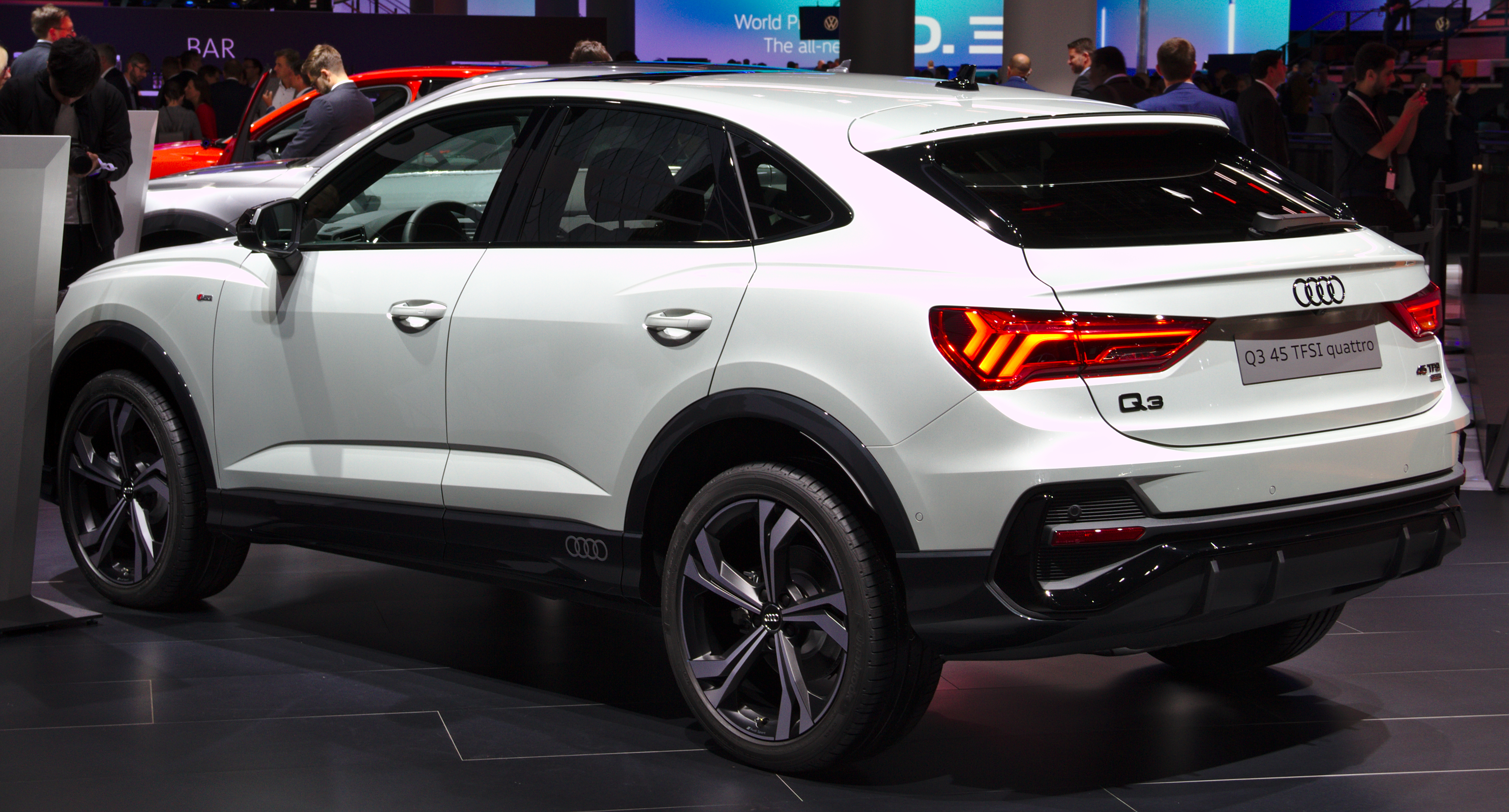
Audi Q3 Sportback.

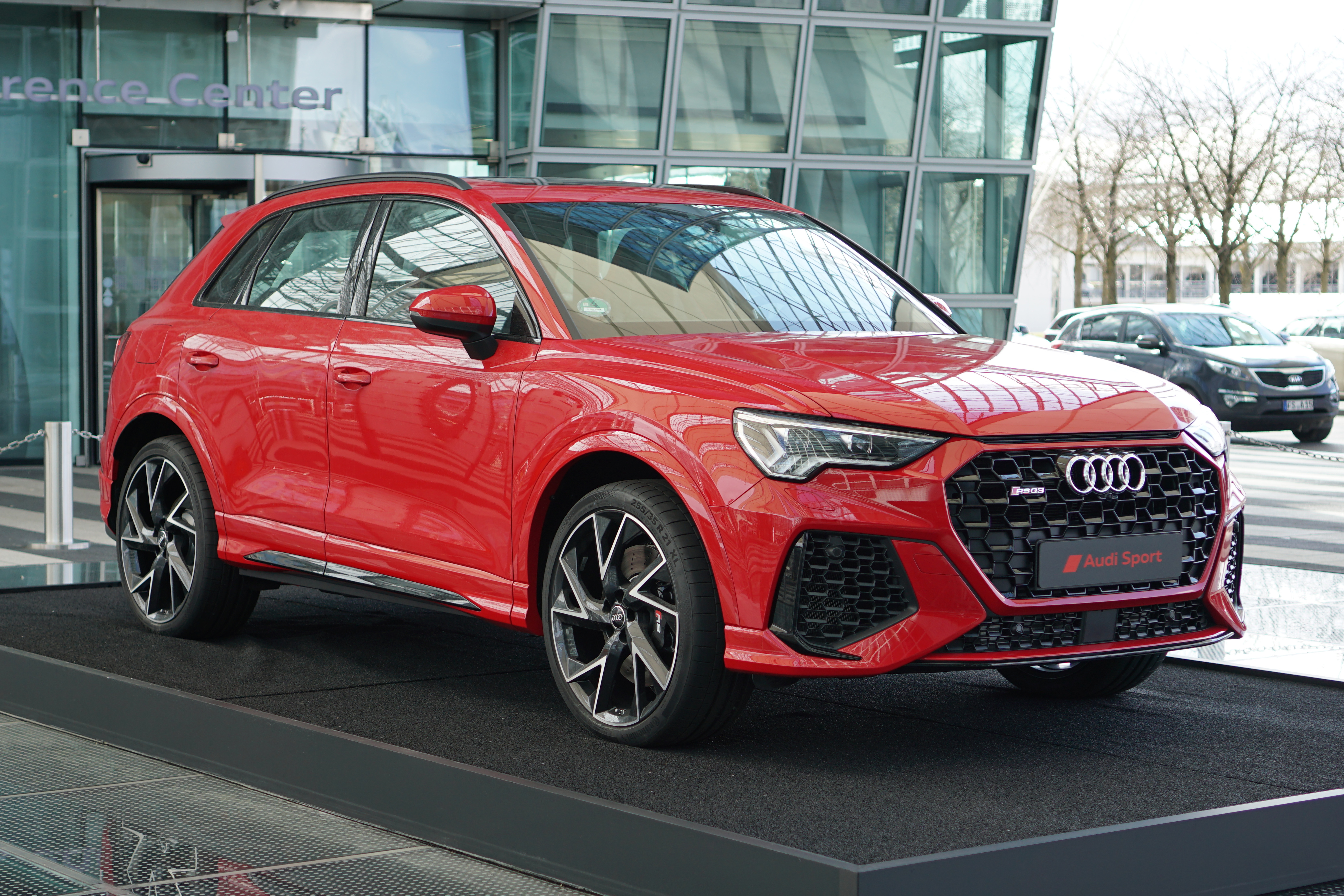
Audi RS Q3.

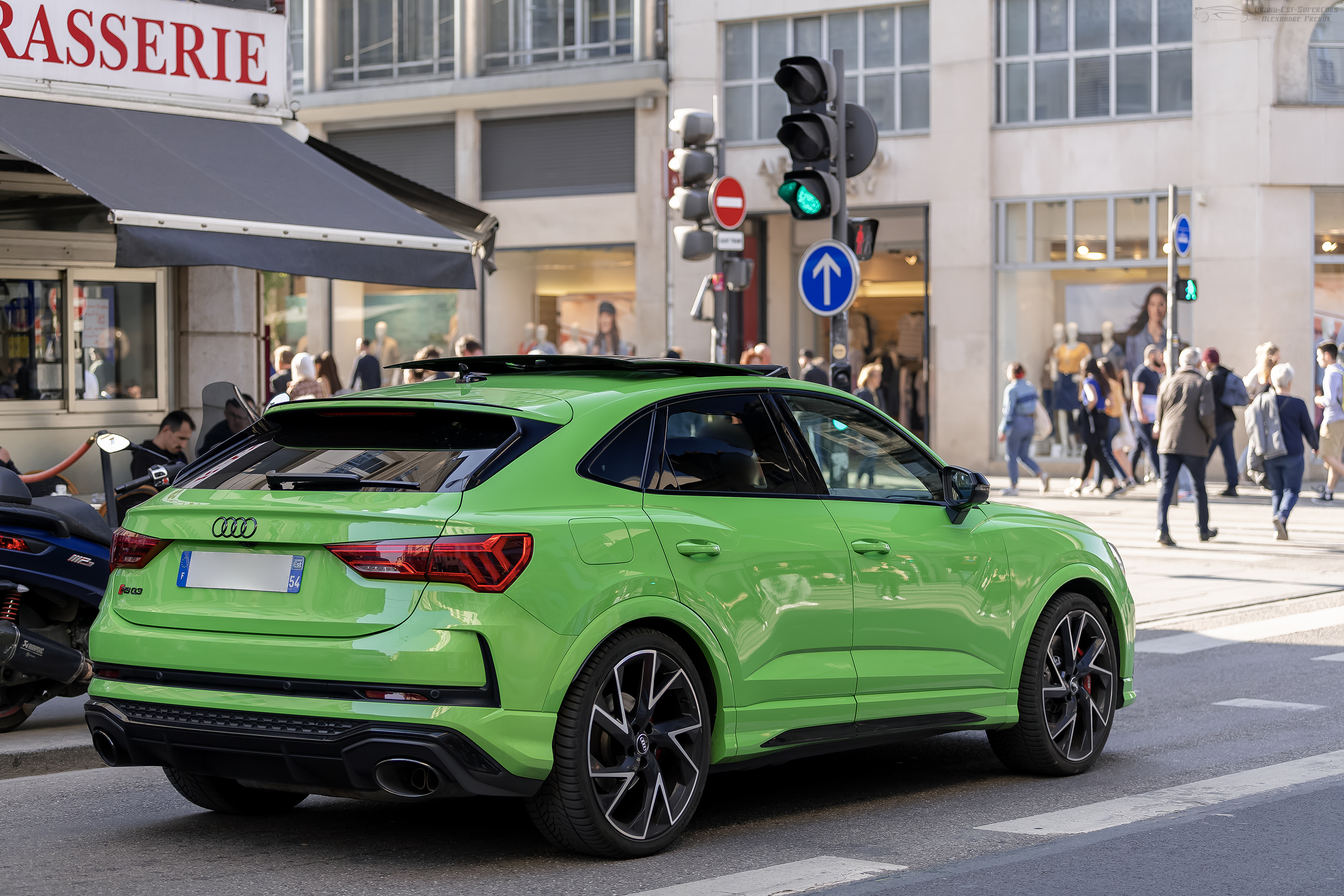
Audi RS Q3 Sportback.

Le Q3 II, successeur du Q3 I, a été présenté le 25 juillet 2018, il est produit depuis le 28 août 2018 dans l'usine Audi de Győr en Hongrie et il est commercialisé depuis novembre 2018. La première officielle en salon a eu lieu au Paris Motion Festival de la même année.
Une version coupé du Q3, nommée Q3 Sportback est commercialisée depuis l’automne 2019. Il a été présenté le 24 juillet 2019.
Fin septembre 2019, Audi a présenté le RS Q3 et le RS Q3 Sportback. Ces modèles été mis en vente fin 2019.

## Équipement
Trois lignes d’équipement sont disponibles pour le véhicule : Q3, Q3 Advanced et Q3 S Line.

### Intérieur
Le siège arrière peut être déplacé de 150 millimètres dans le sens de la longueur et son dossier peut être incliné en sept étapes. Dans le Q3 Sportback, il peut être déplacé d’environ 130 millimètres. Le coffre à bagages des deux variantes de carrosserie peut contenir jusqu’à 530 litres ; avec les sièges arrière rabattus, la variante avec un toit conventionnel a une capacité de charge de 1525 litres, soit 125 litres de plus que la variante avec une lunette arrière plus plate, qui a une capacité de charge de 1400 litres.

## Technologie
Le crossover compact repose sur la nouvelle plateforme modulaire MQB A-2 (Modularer Querbaukasten) qu'il partage avec le Volkswagen Tiguan II et le Seat Ateca.

### Châssis
Des amortisseurs à caractéristiques réglables peuvent être commandés. L'essieu avant repose sur une suspension McPherson.

### Sécurité
Le véhicule a reçu cinq étoiles aux essai de choc Euro NCAP 2018.

### Motorisations
L'Audi Q3 II reçoit les moteurs essence et diesel de son prédécesseur. Depuis son lancement sur le marché, le véhicule est équipé de deux moteurs essence quatre cylindres en ligne turbocompressés et à injection directe de carburant avec trois niveaux de puissance, dont 110 kW (35 TFSI, cylindrée de 1,5 litre), 140 kW (40 TFSI, cylindrée de 2,0 litres) et 169 kW (45 TFSI, cylindrée de 2,0 litres) au choix. Il existe également un moteur Diesel avec turbocompresseur et injection directe à rampe commune avec deux niveaux de puissance, 110 kW ou 140 kW avec les désignations 35 TDI et 40 TDI, toutes deux d’une cylindrée de 2,0 litres.[réf. nécessaire]
Une version RS Q3 est commercialisée à partir d'octobre 2019, animée par un moteur essence cinq cylindres de 2,5 litres et 400 chevaux (294 kW).

### Groupe motopropulseur
Les modèles avec les moteurs 35 TFSI et 35 TDI sont disponibles en traction avant. Les autres variantes sont équipées de série d’une transmission intégrale, qui est également disponible en option pour les modèles avec le moteur 35 TDI en conjonction avec une transmission manuelle à six vitesses. Une transmission à double embrayage à 7 rapports est de série pour les modèles avec les moteurs 40 TFSI, 45 TFSI et 35 TDI (avec traction avant), et est disponible pour les modèles avec le moteur 35 TFSI moyennant un supplément.

### Transmission
Il est disponible en traction ou avec une transmission intégrale en option, et avec des boîtes de vitesses mécanique ou automatique.

## Spécifications techniques
|                                   | 35 TFSI              | 35 TFSI              | RS Q3                | 35 TDI               | 35 TDI               |
| --------------------------------- | -------------------- | -------------------- | -------------------- | -------------------- | -------------------- |
| Moteur                            | 4 cylindres en ligne | 4 cylindres en ligne | 5 cylindres en ligne | 4 cylindres en ligne | 4 cylindres en ligne |
| Alimentation                      | Turbocompressé       | Turbocompressé       | Turbocompressé       | Turbocompressé       | Turbocompressé       |
| Cylindrée (cm3)                   | 1 498                | 1 498                | 2 480                | 1 968                | 1 968                |
| Puissance maximale ch (kW)        | 150 (110)            | 150 (110)            | 400                  | 150 (110)            | 150 (110)            |
| au régime de (tr/min)             | 5 000 à 6 000        | 5 000 à 6 000        |                      | 3 500 à 4 000        | 3 500 à 4 000        |
| Couple maxi (N m)                 | 250                  | 250                  | 480                  | 340                  | 340                  |
| au régime de (tr/min)             | 1 500 à 3 000        | 1 500 à 3 000        | 1 950                | 1 750 à 3 000        | 1 750 à 3 000        |
| Boîte de vitesses                 | Manuelle 6 rapports  | Stronic 7 rapports   | Stronic 7 rapports   | Manuelle 6 rapports  | Stronic 7 rapports   |
| Transmission                      | Traction             | Traction             | Quattro              | Quattro              | Traction             |
| Vitesse maximale (en km/h)        | 211                  | 207                  | 250                  | 211                  | 207                  |
| 0-100 km/h (en s)                 | 9,6                  | 9,2                  | 4,5                  | 9,3                  | 9,2                  |
| Consommation (en L/100 km) (WLTP) | 7,1                  | 7,3                  |                      | 6,8                  | 5,9                  |
| Émissions de CO2 (WLTP) (en g/km) | 160                  | 166                  |                      | 178                  | 155                  |
| Capacité du réservoir (en L)      | 60                   | 60                   | 60                   | 60                   | 60                   |
| Masse à vide (kg EU)              | 1 535                | 1 570                |                      | 1 700                | 1 655                |
| Norme environnementale            | Euro 6d Temp         | Euro 6d Temp         | Euro 6d Temp         | Euro 6d Temp         | Euro 6d Temp         |